# Acroceras zizanioides
Acroceras zizanioides là một loài thực vật có hoa trong họ Hòa thảo. Loài này được (Humb., Bonpl. & Kunth) Dandy mô tả khoa học đầu tiên năm 1931.